# ゴマダラチョウ
ゴマダラチョウ（胡麻斑蝶、学名 Hestina persimilis japonica）は、チョウ目（鱗翅目）タテハチョウ科に分類されるチョウの1種。日本を含む東アジアに分布するチョウで、和名通り黒地に白のまだら模様が特徴である。種 H. persimilis の基産地はインド北部、亜種 H. p. japonica の基産地は日本。

## 分布
日本では北海道から九州まで、日本以外では朝鮮半島からヒマラヤ、ベトナムにかけて分布する広域分布種で、地域ごとに成虫の大きさや斑紋、季節型などが分化している。以下は、日本産亜種に関する記述である。
成虫の前翅長は35-45mmで、メスの方がやや大きい。翅は近縁のオオムラサキと同様わずかに丸みを帯びた三角形で、目立つ突起は無い。翅は前後・表裏とも黒褐色の地に大きな白斑や帯模様が散在しており、和名もここに由来する。口吻が橙色をしている以外は全身が白黒二色で構成されている。
成虫は年2回、5月-8月に発生するが、温暖な地域では年3回発生することもある。低地から丘陵地の雑木林に生息するが、成虫はそれに隣接する都市や住宅地にも姿を現すことがあり、エノキが多分にあれば都市周辺でも発生する。花を訪れることは少なく、クヌギなどの幹から染み出た樹液や、カキなどの腐果、獣糞などにやって来て汁を吸う。オオムラサキと一緒に見られることもある。

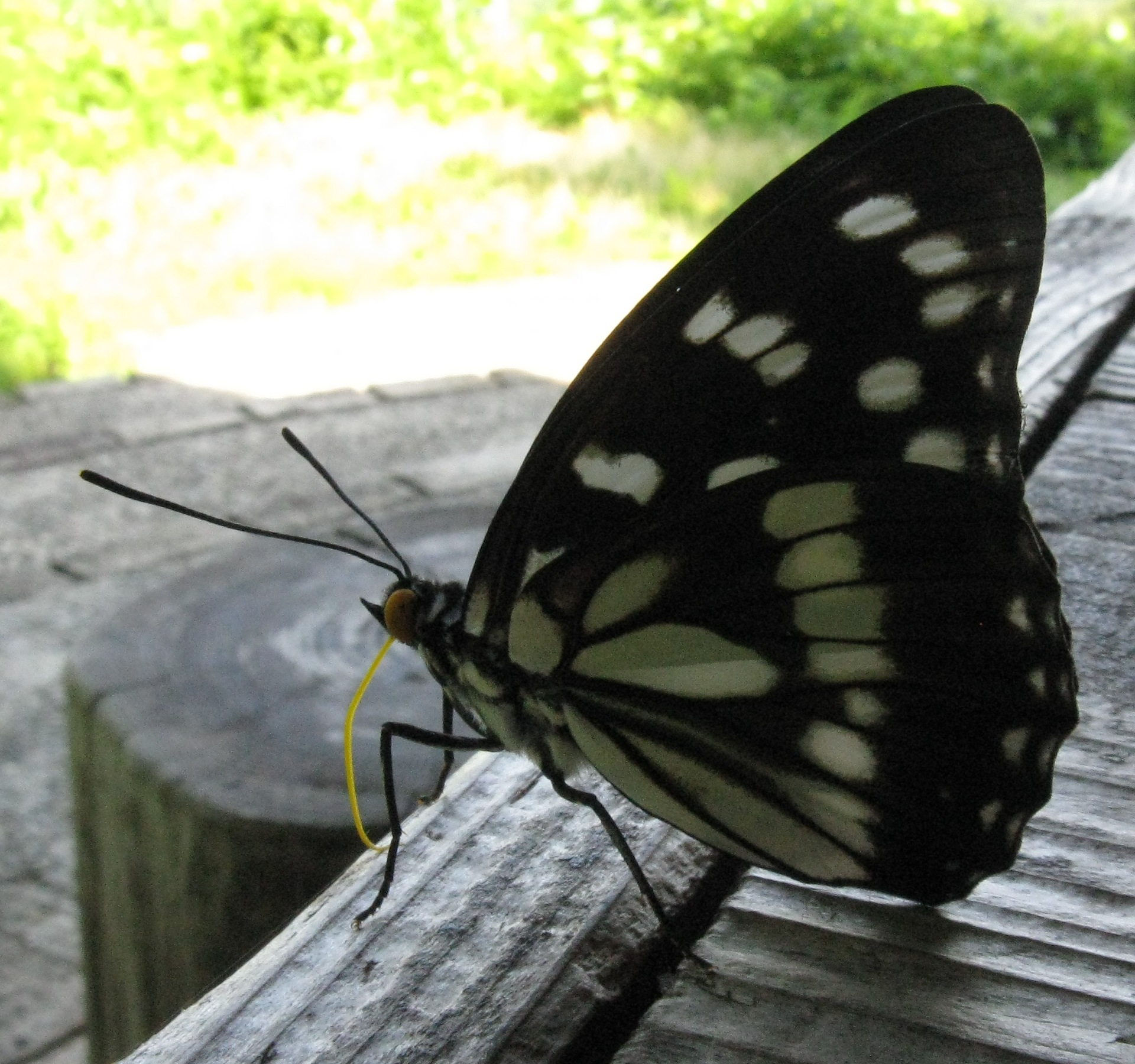
口吻は橙色で目立つ
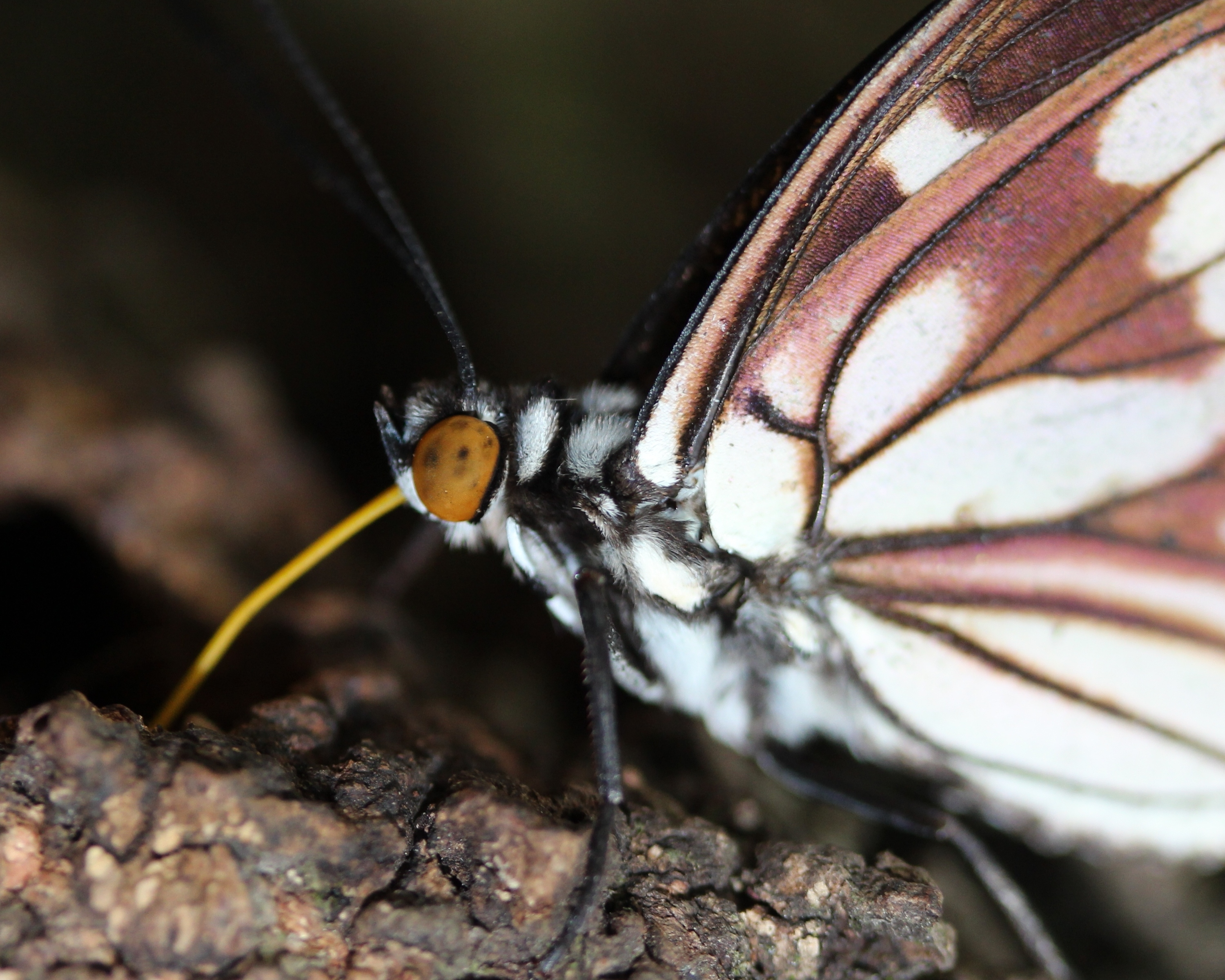
樹液を吸うゴマダラチョウ

## 生活史
幼虫はアサ科のエノキを食樹とする。幼虫の頭部には2本の角があり、オオムラサキの幼虫とは食草も同じでよく似ている。冬になると幼虫は木の幹を下り、落ち葉の中で越冬する。春になると再び幹を上り、若い葉を食べて成長する。蛹は緑色の紡錘形で、エノキの葉に尾部だけで逆さ吊りになる。

## 種の保全状態評価
日本の以下の都道府県により、レッドリストの指定を受けている。
- 絶滅危急種(Vu) - 北海道（環境省の絶滅危惧II類相当）[2]
- Dランク - 岩手県
- 分布特性上重要 - 鹿児島県

## 近縁種
アカボシゴマダラ属（Hestina Westwood, 1850）はパキスタン北部を西限とし、そこからインド･ネパールにかけてのヒマラヤ山脈南側、ミャンマー、タイ北部、ラオス、ベトナム北部、中国、台湾、朝鮮半島、日本列島にかけて分布する。
近縁のマネシゴマダラ属 Hestinalis を亜属として Hestina 属 に含めた歴史があったが、形態や食樹の違いが近年発表され、別属とすべきである。この考えに基づく狭義の Hestina 属には下記の3種類が含まれる。Hestina 属のどの種類も寒冷期（モンスーン帯における乾季）に翅が白い季節型が生じることが知られる。
- Hestina assimilis アカボシゴマダラ (Linnaeus, 1758) -  （Hestina 属の模式種）
- Hestina persimilis ゴマダラチョウ
- Hestina nicevillei ニセビルゴマダラ

日本にはゴマダラチョウのほかにアカボシゴマダラ Hestina assimilis が分布する。種の基産地は広東。和名通り後翅の外縁に赤の環状紋が並ぶのが特徴である。本種は東アジアの広域分布種であり、ベトナム北部から中国、台湾、朝鮮半島まで分布する。沿海地方からは記録がない。日本では奄美大島とその周辺の島々だけに固有の亜種 H. a. shirakii Shirozu, 1955 が分布する。しかし、2000年頃から突然関東地方南部でも見られるようになった。これは奄美群島亜種由来ではなく、人為的に放たれた大陸産の名義タイプ亜種が定着した外来個体群の可能性が指摘されている。